# 251 Menlove Avenue

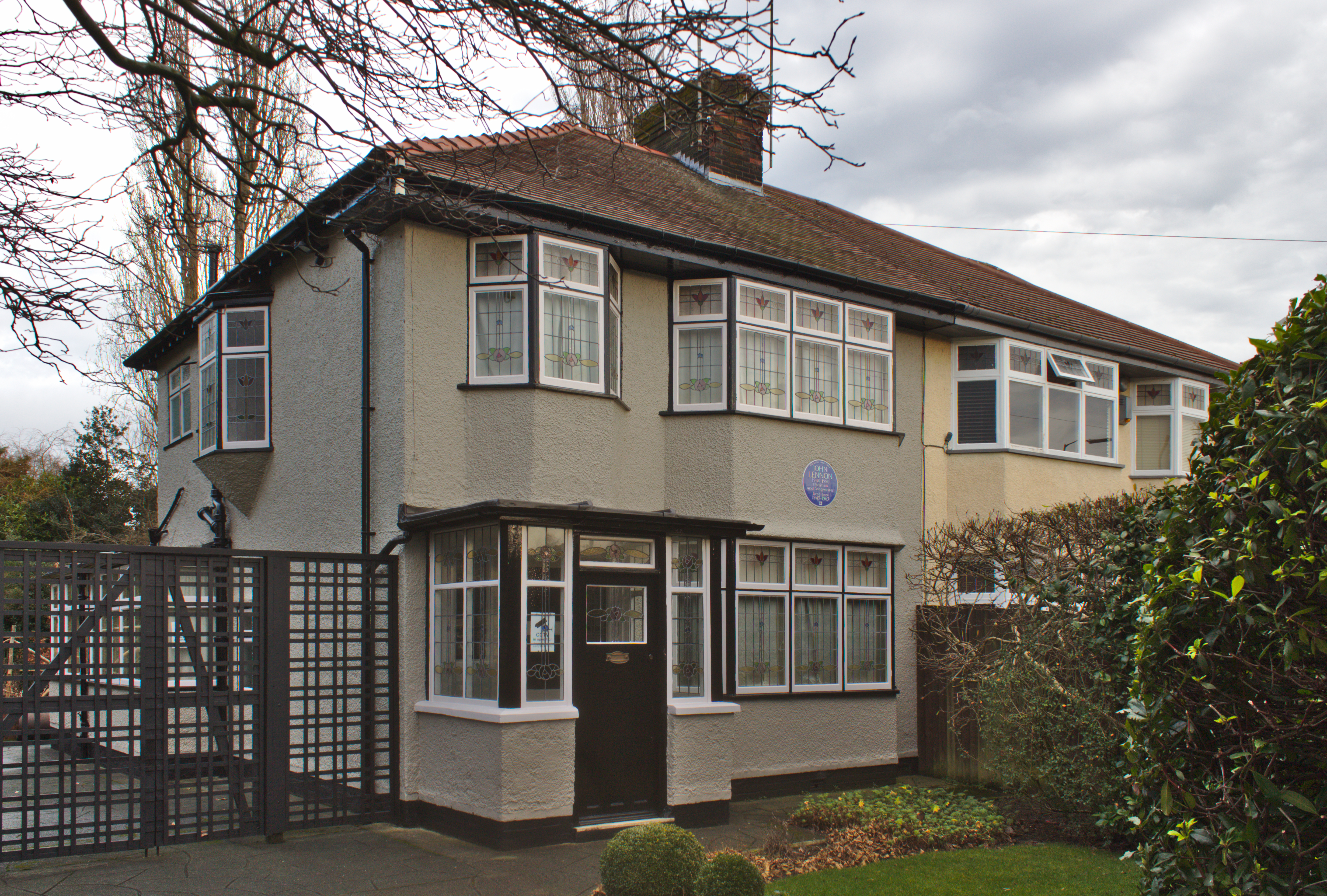
Mendips, in dem John Lennon von 1945 bis 1963 lebte. Das Haus trägt die Blue Plaque der English Heritage. Lennons Zimmer befand sich im oberen Stockwerk über dem Eingang.

251 Menlove Avenue, auch bekannt als Mendips, ist das Haus, in dem John Lennon, Sänger und Songwriter der britischen Rockband The Beatles, von 1945 bis 1963 lebte. Das 1933 gebaute Doppelhaus gehörte Lennons Tante Mary „Mimi“ Smith (1906–1991) und deren Mann George Smith  (1903–1955). Das Haus befindet sich im Liverpooler Stadtteil Woolton und wird in der britischen Denkmalliste als Bauwerk der Kategorie II geführt. Verantwortlich für den Erhalt des Gebäudes ist der National Trust.
Lennon lebte in Mendips seit seinem fünften Lebensjahr, nachdem Mary Smith seine Mutter Julia Lennon, die damals mit ihrem Freund zusammenlebte, davon überzeugt hatte, dass es besser für John wäre, wenn er bei ihr und ihrem Mann aufwachsen würde. Als John Lennon schließlich Mendips Mitte des Jahres 1963 verließ, war er 22 Jahre alt. Mary „Mimi“ Smith wohnte bis 1965 in dem Haus, danach zog sie in einen Bungalow in der südenglischen Küstenstadt Poole, den John Lennon für sie gekauft hatte. Sie ist auch für den Namen Mendips verantwortlich, der sich auf die Mendip Hills in Südwestengland bezieht. 

## National Trust

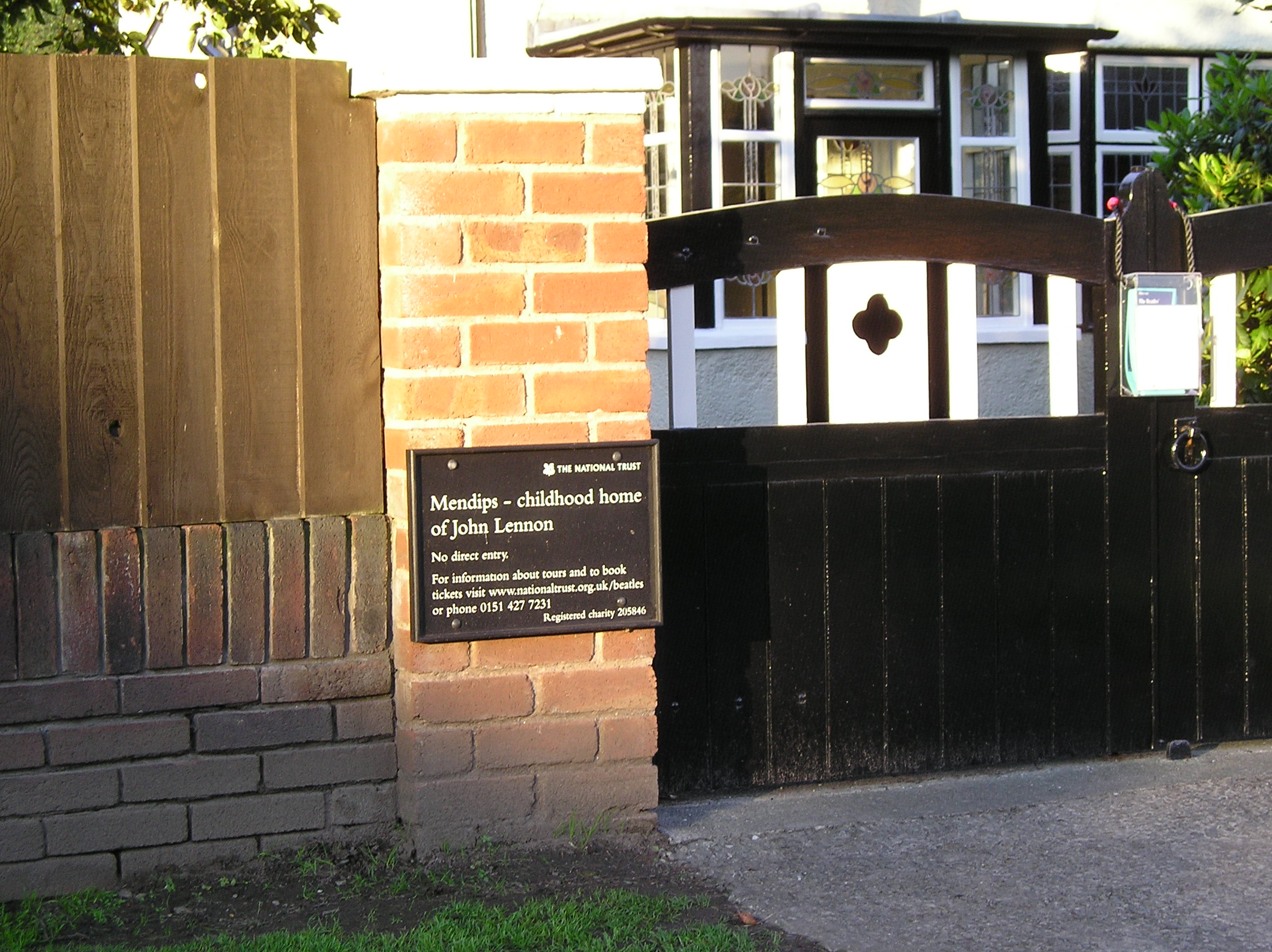
Eingang zu Mendips

Obwohl der National Trust bereits 1995 das Gebäude 20 Forthlin Road, in dem Paul McCartney seine Jugendjahre verbrachte, erworben hatte, zeigte die Organisation kein Interesse daran, auch 251 Menlove Avenue zu kaufen. Als Begründung wurde angeführt, dass dort, im Gegensatz zu 20 Forthlin Road, keine Beatles-Lieder komponiert worden seien. Paul McCartney dagegen erinnerte sich daran, dass mindestens ein Stück, nämlich I’ll Get You, dort geschrieben wurde. In der offiziellen Broschüre des National Trust werden außerdem die Lieder Please Please Me und I Call Your Name genannt.  Als der Besitzer des Hauses starb, erwarb Lennons Witwe Yoko Ono 2002 das Anwesen für die Summe von etwa 150.000 Pfund Sterling und übergab es an den National Trust. Sie bat darum, das Haus in den Zustand zurückzuversetzen, wie es in den 1950er Jahren gewesen war und Besuchern John Lennons Geschichte näherzubringen.

“When John’s house came up for sale I wanted to preserve it for the people of Liverpool and John Lennon and Beatles’ fans all over the world.”

„Als Johns Haus zum Verkauf angeboten wurde, wollte ich es für die Menschen in Liverpool und für die Fans von John Lennon und den Beatles in aller Welt bewahren.“

Die Restaurierung im Auftrag des National Trust wurde 2003 abgeschlossen. Seit dem 27. März 2003 ist es möglich, das Haus zu besichtigen. Dazu ist es erforderlich, eine geführte Tour zu buchen, die auch 20 Forthlin Road einschließt.

## Sonstiges
- Menlove Ave. ist der Titel eines Kompilationsalbums von John Lennon, das 1986 postum unter der Leitung von Yoko Ono veröffentlicht wurde.
- Eine Abbildung des Hauses befand sich auf dem Cover der Single Live Forever der Band Oasis.